# Шпрот Мюллера
Шпрот Мюллера (лат. Sprattus muelleri) — вид рыб из семейства сельдевых. Назван в честь Фердинанда Мюллера.
Распространены на юго-западе Тихого океана у берегов Новой Зеландии, в водах которых соседствуют с Sprattus antipodum. 
Максимальная длина 13 см, обычно до 10 см. Спина у свежевыловленных рыб зеленовато-серая.
Морские, пелагические, стайные рыбы, обитающие в прибрежных водах от поверхности до глубины 110 м. Нерестовый сезон растянут с июля до января.